# Nanomachine

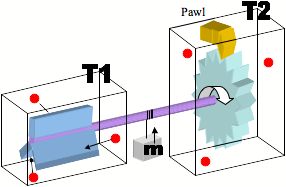
Schéma du cliquet brownien de Richard Feynman.

Les nanomachines, appelées également machines moléculaires, sont de minuscules machines composées d'assemblages moléculaires dont au moins deux parties sont reliées par un lien mécanique et qui peuvent être animées de mouvements sous l'action d'un stimulus externe. Leur taille est de l'ordre du nanomètre et leur synthèse nécessite parfois un nombre important de réactions chimiques. Elles travaillent directement sur les atomes ou les molécules. Il existe ainsi des nano-moteurs, des nano-élévateurs, des nano-pinces ou même des nano-transporteurs. Leur utilisation reste cependant problématique, surtout dans le domaine de l’approvisionnement en énergie et matières premières de manière efficace, en raison de leur extrême petite taille.
Elles utilisent des systèmes supramoléculaires, définis par le CEA comme des « édifices de taille nanométrique, constitués de plusieurs molécules qui sont assemblées par des interactions non covalentes ou faibles, ou de plusieurs motifs (modules) différenciés effectuant chacun une fonction spécifique ».
En revanche, la nanotechnologie actuelle utilise avec grands succès des nanomécanismes sur des macromachines, en fabrication de processeurs par exemple.
Le 28 et 29 avril 2017 s'est déroulée la première course internationale de molécules-voitures au Centre d'Élaboration de Matériaux et d'Études Structurales (CEMES) du CNRS à Toulouse, la Nanocar race.

## Histoire
Le 29 décembre 1959, lors de son discours intitulé « There's Plenty of Room at the Bottom » et prononcé au congrès annuel de la Société américaine de physique, le physicien Richard Feynman tient des propos visionnaires sur les possibilités de miniaturisation. Il termine son discours en proposant deux prix de 1 000 dollars au premier chercheur qui ferait tenir le contenu d'une page sur une surface dont chaque dimension serait réduite d'un facteur 25 000 par rapport à la normale, et à celui qui réaliserait un moteur fonctionnel tenant dans un cube ayant un côté de moins de 1/64 de pouce, soit 400 microns. C'est ce défi de Feynman qui incite les chercheurs à créer des nano-objets. Onze mois plus tard, l'ingénieur William McLellan conçoit un tel moteur et remporte le prix. La chasse aux nanomachines est alors ouverte mais ne se concrétise que dans les années 1980 lorsque les recherches appliquées en nanotechnologie se développent.

## Approvisionnement en énergie
L’approvisionnement en énergie des nanomachines est très problématique, du fait surtout de la taille de ces machines.
L'énergie nécessaire au fonctionnement peut cependant être apportée par divers moyens différents selon les nanomachines auxquelles on a affaire.
On peut citer, pour l'apport d'énergie :  
- l'utilisation d'un microscope à effet tunnel pour apporter de l'énergie,
- la lumière ultraviolette et même la lumière visible,
- le chauffage dans certaines gammes de chaleurs,
- l'acidité du milieu dans lequel se trouve la nanomachine...

Les moyens sont donc divers mais parfois compliqués à mettre en œuvre et surtout peu pratiques.

## Aspects éthiques
Le développement et l'utilisation de nanomachines pourra poser des problèmes éthiques.
Elles peuvent en effet passer totalement inaperçues par leur taille.

## Dans la culture populaire
Dans la série de jeux vidéo Metal Gear Solid, les nanomachines jouent un rôle important.
En science-fiction, Ben Bova présente des utilisations des nanomachines à la fois positives (pour réparer le corps humain) et négatives (comme armes ou outils de sabotage).